# Tricentrus pilosus
Tricentrus pilosus är en insektsart som beskrevs av Ananthasubramanian och Taracad Narayanan Ananthakrishnan 1975. Tricentrus pilosus ingår i släktet Tricentrus och familjen hornstritar. Inga underarter finns listade i Catalogue of Life.